# Risenga
Risenga is een district en woonwijk ten zuiden van het centrum van Asker, tussen Røykenveien en Bleikerveien in de gemeente Asker.
Risenga is ook de thuisbasis van het Risenga idrettspark (o.a. Risenga kunstisbane), Risenga ungdomsskole en Bleiker videregående skole. Risenga biedt ook onderdak aan en woon- en zorgcentrum. Het centrum werd geopend in 1997, is eigendom van de gemeente Asker middels de Risenga Foundation, maar wordt beheerd door een particuliere organisatie (Norlandia Omsorg AS).